# Amauromyza madrilena
Amauromyza madrilena är en tvåvingeart som beskrevs av Spencer 1957. Amauromyza madrilena ingår i släktet Amauromyza och familjen minerarflugor.
Artens utbredningsområde är Spanien. Inga underarter finns listade i Catalogue of Life.